# 短茎三歧龙胆
短茎三歧龙胆（学名：Gentiana trichotoma var. brevicaulis）是龙胆科龙胆属三歧龙胆的变种，为中国的特有植物。分布在中国大陆的云南、四川等地，生长于海拔2,800米至4,500米的地区，一般生长在草坡，目前尚未由人工引种栽培。